# Centre de recherches sur les monuments historiques
Pour les articles homonymes, voir CRMH.
Le Centre de recherches sur les Monuments historiques (CRMH), anciennement Office de documentation des Monuments historiques (ODMH), est un service du Ministère de la Culture français, situé à Charenton-le-Pont, où il constitue l'un des trois départements scientifiques de la Médiathèque du patrimoine et de la photographie.

## Histoire
Créé en 1934 sous la houlette de Paul Deschamps, Pierre Paquet et André Chauvel, le CRMH est chargé de collecter et d'exploiter les données sur les matériaux et les techniques de construction du bâti traditionnel découverts lors des chantiers de restauration des Monuments historiques.

## Collections du CRMH
Le Centre de recherches sur les Monuments historiques détient plusieurs types de collections, issues de ses activités, collectes et recherches :
- une collection de relevés et photographies : lors des recherches et études sur le terrain, près de 25 000 croquis cotés et annotés ont été réalisés, permettant de créer près de 20 000 fiches techniques. Des photographies comparatives sont également réalisées, en parallèle. Le centre détient également une collection de 3 000 aquarelles de relevés de peintures murales, reproduites entre 1840 et 2006 ;
- une collection d'éléments patrimoniaux, d'environ 3 700 pièces en bois, pierre, verre ou métal, comme du matériel de construction, ou des objets, récupérés lors des chantiers de restauration. La « matériauthèque » a permis la création d'un musée, le Musée des Matériaux du Centre de recherches sur les Monuments historiques ;
- une collection de maquettes en plâtre et en bois. La collection de 76 maquettes en plâtre est issue d'une initiative d'Anatole de Baudot, à partir de 1898, dans le cadre de l'exposition universelle de 1900. Une dizaine d'entre elles, réalisées par le sculpteur Charles Braemer, sont démontables. Une quarantaine de maquettes en bois de charpente permet d'illustrer les évolutions techniques[1]. La plupart des maquettes sont déposées à la Cité de l'architecture et du patrimoine où elles sont présentées dans la galerie des moulages du musée des Monuments français.

## Albums du CRMH
Le CRMH publie, depuis les années 1950, les résultats de ses recherches dans une collection d'albums dont il existe actuellement plus de 200 titres.